# Крупский, Ярослав
Ярослав Крупский (пол. Jarosław Krupski; родился 7 июля 1969 года, Вейхерово) — польский футболист, вратарь; тренер.
Его клубный рекорд — он провёл 980 минут игры без пропущенного гола.

## Биография
Родился 7 июля 1969 года в городе Вейхерово.
В 1987—1995 был игроком футбольного клуба «Арка» (Гдыня). Сезон 1995/96 провёл в клубе «Алюминиум Конин». С 1996 года является игроком «Белхатува». В составе которого дебютировал в чемпионате Польши. В сезон 1999/00 являлся игроком «Вислы» (Плоцк). В сезоне 2001/02 сыграл в полуфинале Кубка Польши. Затем выступал за «Заглембе» (Любин). Сезон 2005/06 провёл в «Цартушя Картузы». 18 марта 2006 года Крупский дебютировал в высшей лиге за «Арку» в матче против «Белхатув» (2:0).
Весной 2006 года он начал тренерскую карьеру, когда был играющим тренером вратарей в «Арке». Осенью 2009 года стал тренером вратарей в «Арке».